# الانتخابات التشريعية السورية 2003

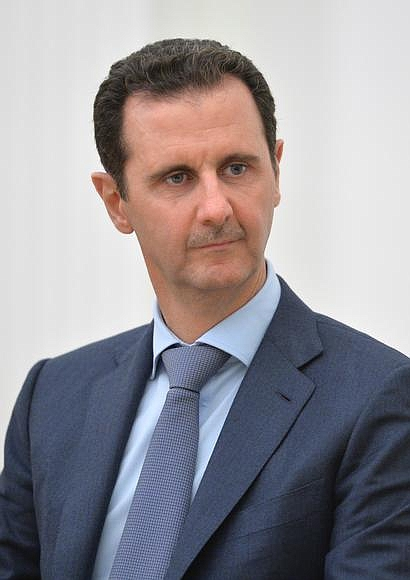
صورة رئيس الجمهورية العربية السورية بشار الأسد

الانتخابات التشريعية في سورية والتي أجريت في 5 آذار 2003، وهي ثامن انتخابات تشريعية تمت في ظل الجمهورية الثانية وحكم البعث وأول انتخابات بعد تبوأ بشار الأسد منصب الرئاسة. أفضت كسابقاتها إلى فوز حزب البعث العربي الاشتراكي بأغلبية مقاعد البرلمان حيث شغل البعث مع سائر أحزاب الجبهة الوطنية التقدمية ثلثي المقاعد، وترك للمستقلين الثلث الباقي. علمًا أن هذه الانتخابات هي أول انتخابات تجري بعد مرحلة ربيع دمشق ولم تشارك بها أيًا من قوى المعارضة السورية الداخلية.

## النتائج
| الحزب | الأصوات | % | المقاعد |
| --- | ------- | - | ------- |
| حزب البعث |         |   | 135     |
| المستقلون |         |   | 83      |
| أحزاب الجبهة الوطنية التقدمية: (دون حزب البعث) - الحزب الشيوعي السوري - حزب الاتحاد الاشتراكي - الحزب الشيوعي السوري - الحزب السوري القومي الاجتماعي - حركة الاشتراكيين العرب - الوحدويون الاشتراكيون - الحزب الوحدوي الاشتراكي الديموقراطي - حزب الاتحاد العربي الديموقراطي |         |   | 32      |
| المجموع |         |   | 250     |